# ياغو دياز (لاعب كرة قدم)
ياغو دياز هو لاعب كرة قدم برازيلي، ولد في 6 أبريل 1993 في São João Nepomuceno ‏ في البرازيل. لعب مع نادي كوريتيبا.

## وصلات خارجية
- ياغو دياز على موقع قاعدة بيانات كرة القدم.إي يو (الإنجليزية)
- ياغو دياز على موقع Soccerway.com (الإنجليزية)